# Нададитивний ефект
Нададитивний ефект є одним з найважливіших показників ефективності високорозвинутого колективу. Він є здатністю колективу як цілого досягати набагато більших здобутків у роботі, ніж це може зробити така ж за чисельністю спільнота людей, які працюють незалежно один від одного та не об'єднані системою визначених відносин.
Подібним за значенням є поняття синергії.